# Tetsuya
Tetsuya (jap. てつや, テツヤ) – popularne męskie imię japońskie.

## Możliwa pisownia
Tetsuya można zapisać używając wielu różnych znaków kanji i może znaczyć m.in.:
- 哲也, „filozofia, być”[1]
- 鉄也, „żelazo, być”
- 徹也, „oddanie, być”
- 哲哉, „filozofia, sposób”
- 徹矢, „oddanie, strzała”
- 鉄弥, „żelazo, przepełniony”

## Znane osoby
- Tetsuya Chiba (てつや), japoński mangaka
- Tetsuya Endo (徹哉), japoński reżyser anime
- Tetsuya Fujii (哲也), japoński astronom amator
- Tetsuya Theodore „Ted” Fujita (哲也) – amerykański meteorolog japońskiego pochodzenia
- Tetsuya Fukagawa, członek japońskiego zespołu Envy
- Tetsuya Ichimura (哲也), japoński fotograf
- Tetsuya Ishida (徹也), japoński malarz
- Tetsuya Iwanaga (哲哉), japoński seiyū
- Tetsuya Kakihara (徹也), japoński seiyū
- Tetsuya Kiyonari (哲也), japoński profesjonalny gracz Go
- Tetsuya Komuro (哲哉), japoński producent muzyczny i kompozytor
- Tetsuya Makita (哲也), japoński aktor
- Tetsuya Mizuguchi (哲也), japoński producent i projektant gier komputerowych
- Tetsuya Nakashima (哲也), japoński reżyser filmowy
- Tetsuya Nomura (哲也), japoński projektant gier komputerowych
- Tetsuya Ogawa, basista i lider japońskiego zespołu L’Arc-en-Ciel
- Tetsuya Okabe (哲也), były japoński narciarz alpejski
- Tetsuya Saruwatari (哲也), japoński mangaka
- Tetsuya Takahashi (哲哉), japoński projektant gier komputerowych
- Tetsuya Takeda (鉄矢), japoński piosenkarz i aktor
- Tetsuya Watari (哲也), japoński aktor
- Tetsuya Yanagisawa (テツヤ), japoński reżyser anime

## Fikcyjne postacie
- Tetsuya Azuma (鉄也), główny bohater anime Neo-Human Casshern
- Tetsuya Kajiwara (哲也), bohater mangi i anime Tajemnica przeszłości
- Tetsuya Kuroko (テツヤ), główny bohater mangi i anime Kuroko no Basket
- Tetsuya Tsurugi (鉄也), główny bohater mangi i anime Great Mazinger
- Tetsuya Sendo, postać z mangi i anime Ouran High School Host Club